# 濁度

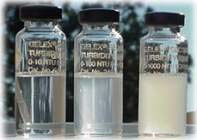
濁度 5, 50, 500 NTUの標準液。

濁度（だくど、Turbidity）は、水の濁りの程度を表すものである。JIS K0101（「工業用水試験方法」）に定めがある。
精製水1Lに対し、標準物質であるカオリンやホルマジン1mgを含ませ、均一に分散させた懸濁液の濁りが濁度1度と定義される。この標準液と試料とを比較することで、試料の濁度を決定する。このとき用いる標準物質によって濁りの状態は異なるため、「度（カオリン）」のように物質を記述する必要がある。
一般にカオリンよりもホルマジンの方が粒子の均一性に優れているため、JIS K0101 や JIS K0801（「濁度自動計測器」）ではホルマジン標準液が採用されており、単位はホルマジン濁度単位「FTU (Formazin Turbidity Unit)」が用いられる。アメリカで用いられている濁度の単位である比濁法濁度単位「NTU（Nephelometric Turbidity Unit）」もホルマジン標準液に基づくものである。一方、日本水道協会の「上水試験方法」ではカオリン標準液が採用されている。
濁度はさらに細かくは視覚濁度、透過光濁度、散乱光濁度、積分球濁度など、測定原理によっていくつかの種類に区分される。測定法も透過光測定式、散乱光測定式、表面散乱光方式、これらの複合など複数の方式がある。それぞれ測定可能範囲や影響を受ける要素が異なるため、状況や用途によって使い分ける必要がある。